# Ірша (станція)
Ірша́ — проміжна залізнична станція Коростенського напрямку Південно-Західної залізниці. Розташована у селі Ірша Житомирської області. Станція розташована між зупинним пунктом Макалевичі (відстань — 8 км) та станцією Пенізевичі (відстань — 7 км).
На станції зупиняються приміські електропоїзди. Також виконуються вантажні операції на під'їзних коліях, навантаження деревини та металобрухту.
Станцію було електрифіковано у 1978 році. Збереглася типова будівля вокзалу, споруджена на початку 1900-х років (подібні вокзали збереглися також на станціях Святошин, Біличі, Ірпінь, Клавдієве, Головки).

## Галерея
|  |
|  |

|  |
|  |

|  |
|  |

|  |
|  |

|  |
|  |

|  |
|  |

|  |
|  |

|  |
|  |

|  |
|  |

|  |
|  |